# ウインター・グリーティング
『ウインター・グリーティング』は吉川晃司による自伝的書籍。2002年1月5日にリトルモアから出版された。

## 内容
デビュー18年目に発刊された書籍。2002年時点までの生い立ちをロング・インタビュー形式で答えている。Q&Aや吉川による直筆オリジナル・アートワーク、当書籍を発売するに至ったメッセージが掲載。

## CD 『最近空を見上げてますか?』
当書籍には4曲の新曲を収録したCD『最近空を見上げてますか?』が付属。書籍には歌詞と共に吉川直筆の楽譜も記載されている。
当CDは、2014年発売のボックス・セット『Complete Album Box』ボーナス・ディスク「DISC21 WINTER GREETINGS」として収録。収録はCDのみで書籍は収録されていないが一部のアートワーク/タイトル/歌詞は歌詞ブックレットに掲載されている。

### 収録曲
1. STARDUST KISS
  - 作詞：松井五郎、作曲・編曲：吉川晃司
  - 後に「Jellyfish & Chips」に(7 SEA MIX)として再録。
2. もしも君が僕ならば
  - 作詞・作曲・編曲：吉川晃司
  - 後に「PANDORA」に再録された。
3. 見上げてごらん夜の星を
  - 作詞：永六輔、作曲：いずみたく、編曲：ヒロミチ＆喧太
  - 伊藤素道とリリオ・リズム・エアーズのカバー。
4. Ever Blue
  - 作詞：松井五郎、作曲・編曲：吉川晃司/小西智之

### 参加ミュージシャン
- 吉川晃司 - ピアノ、オルガン
- 原田喧太 - ギター
- 小池ヒロミチ - ベース